# Тягинь
Замок Тягинь — пам'ятка архітектури та історії XIV-XVI ст., що розташована в селищі Тягинка, Бериславського району Херсонської області. Нині перебуває в зруйнованому стані, на місці ймовірного розташування в 1992 році встановлено пам'ятник на честь 500-ліття українського козацтва.

## Історія
Залишки оборонних споруд на березі Дніпра в селі Тягинка відносяться до литовських і турецьких часів. Ще в XIV ст. на острові Велике городище був побудований литовський замок Тягин з трьома круглими баштами по кутах. 1482 року, після спалення Києва, кримський хан став просити польського короля передати Тягин йому (в знак дружби і союзництва). Король відповідав ухильно (згодом, вже на початку XVI ст. польсько-литовські дипломати казали кримським татарам, що, ясна річ, король би то місто подарував, якби хан справді вів себе як друг). У 1491 році, після взяття цих земель у Великого князівства Литовського, кримський хан Менґлі I Ґерай перебудував фортецю Тягин, яка стала одним з опорних пунктів для походів кримців на українські землі. 
У 1492 році під стінами Тягина запорозькими козаками був захоплений і знищений турецький корабель, що прийнято вважати першою згадкою про козаків і датою заснування запорозького козацтва. У 1673 році похід на фортецю Тягин зробив отаман Іван Сірко, а в 1693 році полковник Семен Палій розгромив там кримський загін. 
Остаточно фортеця була зруйнована в XVIII ст.
В 1992 році на місці городища встановлений пам'ятник на честь 500-ліття українського козацтва «Козацька Слава» у вигляді колони з фігурою Св. Архістратига Михайла. Фрагменти стін фортеці збереглися на березі біля старого мосту.
У 2018 році про наукову і культурну спадщину фортеці знято документальний фільм «Точка відліку».
У 2020 році учасники археологічної експедиції виконали аерофотозйомку фортеці та відкопали частину зовнішньої стіни, яку раніше ніхто ніколи не бачив.
17 жовтня 2024 року у посольстві Литовської республіки у Києві було представлено віртуальний музей фортеці Тягинь.

## Російське вторгнення в Україну (з 2022)
Пам'ятка постраждала в результаті затоплення, спричиненого підривом Каховської ГЕС 6 червня 2023 року.